# Gut Rocholz

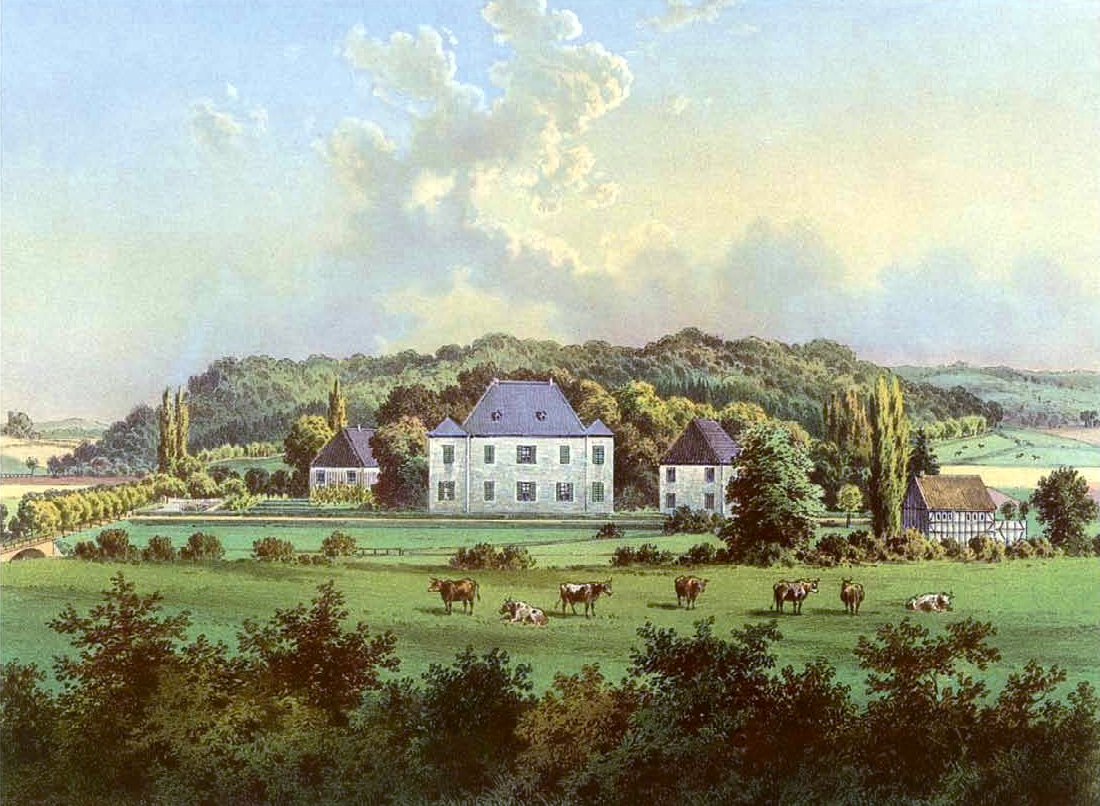
Gut Rocholz um 1860, Sammlung Alexander Duncker

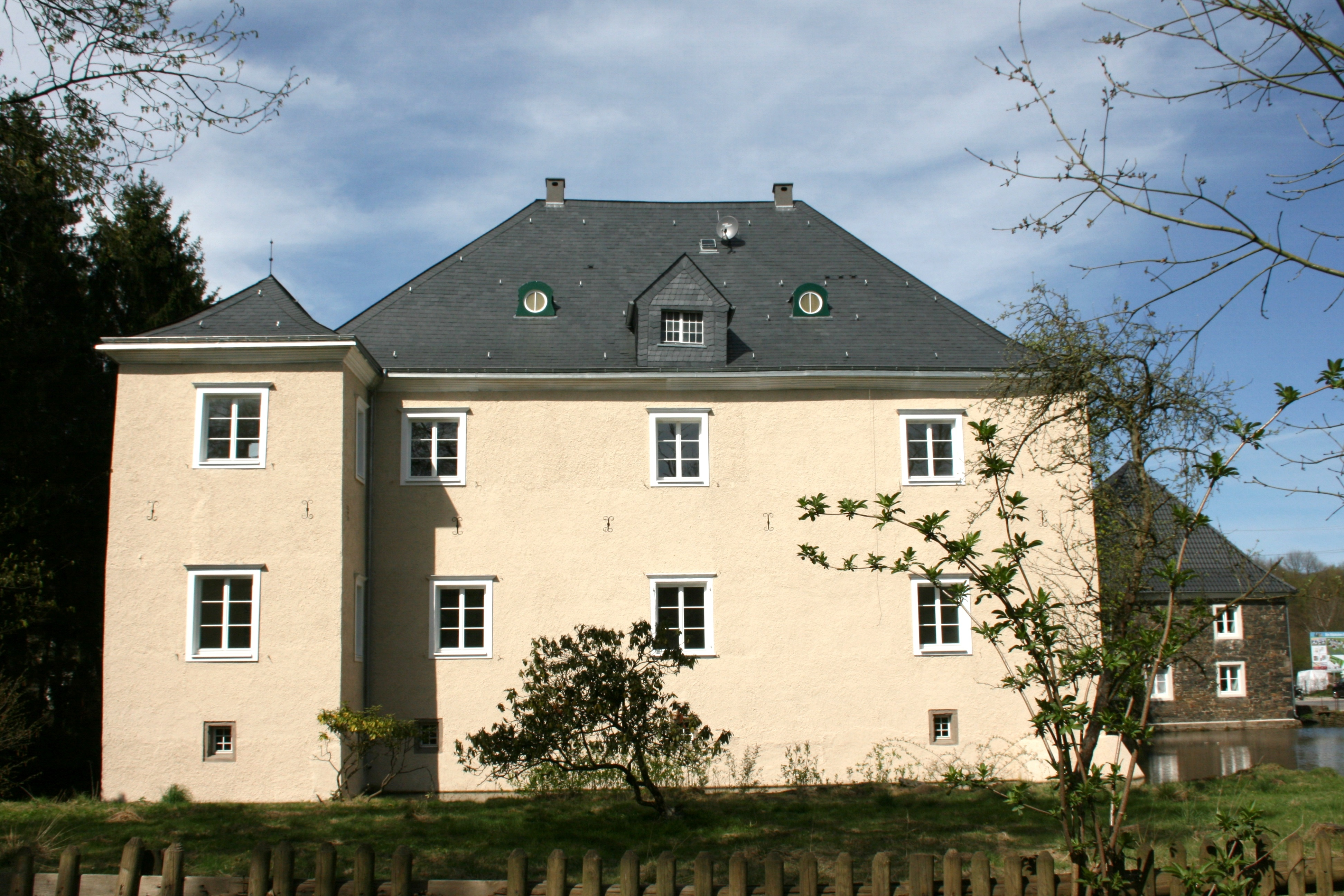
Gut Rocholz 2012

Das Gut Rocholz ist ein von Gräften umgebener früherer Adelssitz des Geschlechtes von Berchem in Gevelsberg.

## Geschichte
Neben einem Herrenhaus aus dem Jahr 1696 befinden sich auch zahlreiche Wirtschafts- und Stallgebäude auf dem Areal. 1740 ging das Gut auf die Familie von Maltitz über. 1788 erwarb es die Kaufmannsfamilie Wuppermann. Danach folgten noch verschiedene Eigentümer. Während der Zeit des Nationalsozialismus befand sich auf Gut Rocholz ein Zwangsarbeiterlager für verschiedene Gevelsberger Unternehmen.
Das Gut Rocholz war weder gut erhalten noch wurde es genutzt, als es 2006 von einem Immobilieninvestor erworben wurde. Die Gebäude wurden in mehrere Wohneinheiten aufgeteilt. Daneben wurden auch noch einige neue Wohnhäuser errichtet.
Im November 2009 wurden die neuen Bewohner aufgrund starker Regenfälle von Wassermassen in ihren Wohnungen überrascht. Bei dem Unwetter am 20. Juni 2013 drang in zwölf Wohnungen Wasser und Klärschlamm ein.